# Cerro Matoso
Cerro Matoso es una mina en el noroeste de Colombia es una de las minas de ferroníquel a cielo abierto más grandes del mundo, y la mina más grande de América del Sur, contiene la reserva de níquel más grande de Colombia. Está ubicada en el municipio de Montelíbano y es operada por Cerro Matoso S.A., empresa que fue propiedad de Hanna Company y el Instituto de Fomento Industrial (IFI), luego fue propiedad de la Shell plc y el IFI, más tarde Shell vendió su participación a Billiton y finalmente a la multinacional anglo-australiana BHP; desde 2015 es propiedad de South32.

## Historia
Las operaciones de extracción comenzaron en 1980 y la producción de níquel comenzó en 1981. La mina era entonces propiedad conjunta del gobierno colombiano, BHP Billiton y Hanna Mining. En 1989, BHP Billiton aumentó su participación al 53%, luego al 98.8% en 1997.
En 1999 se puso en marcha un proyecto de ampliación para duplicar la capacidad productiva y esta segunda línea de producción entró en funcionamiento en el 2000. En 2007, BHP Billiton poseía el 99.4% de las acciones. Los empleados de la mina comparten el 0.06% restante.
Los desacuerdos entre la dirección y el sindicato de trabajadores que dieron lugar a frecuentes huelgas provocaron fuertes pérdidas en 2008: 41.800 toneladas de níquel producidas, es decir, 9.000 menos que en 2007 La concesión actual se extiende hasta 2012, cuando se puede renovar por otros 30 años.
El multimillonario turco Robert Yüksel Yildrim anunció la compra de la mina por un valor de 130 millones de dólares. La multinacional South32 confirmó el acuerdo.

## Producción
La mina Cerro Matoso combina un depósito de mineral de níquel laterítico y una fundición de ferroníquel de bajo costo. Sus reservas actuales se estiman en 42 años de producción, pero BHP Billiton está trabajando en oportunidades para aumentar esta cifra, en particular con la apertura de una o dos líneas de producción adicionales.
En 2013 reporto una producción media de 52.000 toneladas de níquel al año, lo que la sitúa entre los cinco principales productores de níquel del mundo.

## Controversia
Ha habido denuncias de que las operaciones de la mina han causado contaminación por metales pesados que afecta especialmente a los residentes indígenas zenú y afrodescendientes locales. Estas alegaciones han sido rechazadas por Cerro Matoso sobre la base de la evidencia científica y médica disponible.
En marzo de 2018, una Sala de Revisión de la Corte Constitucional de Colombia ordenó a Cerro Matoso pagar daños a las comunidades locales. Esta decisión fue revocada parcialmente en septiembre de 2018 por la Sala Plena de la Corte Constitucional sobre la base de que no cumplía con el precedente constitucional para el pago de daños y señalando que no había evidencia de una correlación directa entre las operaciones mineras y los daños alegados.